# Achaearanea songi
Achaearanea songi är en spindelart som beskrevs av Zhu 1998. Achaearanea songi ingår i släktet Achaearanea och familjen klotspindlar. Inga underarter finns listade i Catalogue of Life.